# Kahlenberg (Viena)
El Kahlenberg ([ˈkaːlənˌbɛʁk]ⓘ) es una colina de 484 metros de altitud, localizada en el 19.º Distrito de Viena, Austria (Döbling).
El Kahlenberg se encuentra en el Bosque de Viena y es uno de los destinos más populares para visitas turísticas de Viena, ofreciendo una vista sobre la ciudad entera. Desde la torre Stefaniewarte, en su cumbre, se pueden ver partes de la Baja Austria. Junto a la Stefaniewarte hay una torre de acero de 165 metros que sirve como torre de transmisión de la ORF, la Radiodifusión Autríaca. Dos terrazas con vistas panorámicas están localizadas en la montaña: una junto a la pequeña iglesia de St. Josef y otra en un restaurante construido en los años 1930 por el arquitecto Erich Boltenstern. Partes del restaurante y un hotel abandonado cercano fueron desmanteladas y reemplazadas por un moderno restaurante, y por las instalaciones de MODUL University Vienna, una universidad privada establecida en 2007, centrada en Desarrollo Social y Económico, en particular en las áreas de turismo, tecnologías de la información y gobernanza pública. La demolición de los edificios originales se encontró con la oposición de instituciones y  arquitectos que creían que merecían protección. Hay también un centro de retiros espirituales y un centro regido por un movimiento reformista católico, el Schönstattbewegung Österreich.

## Geografía

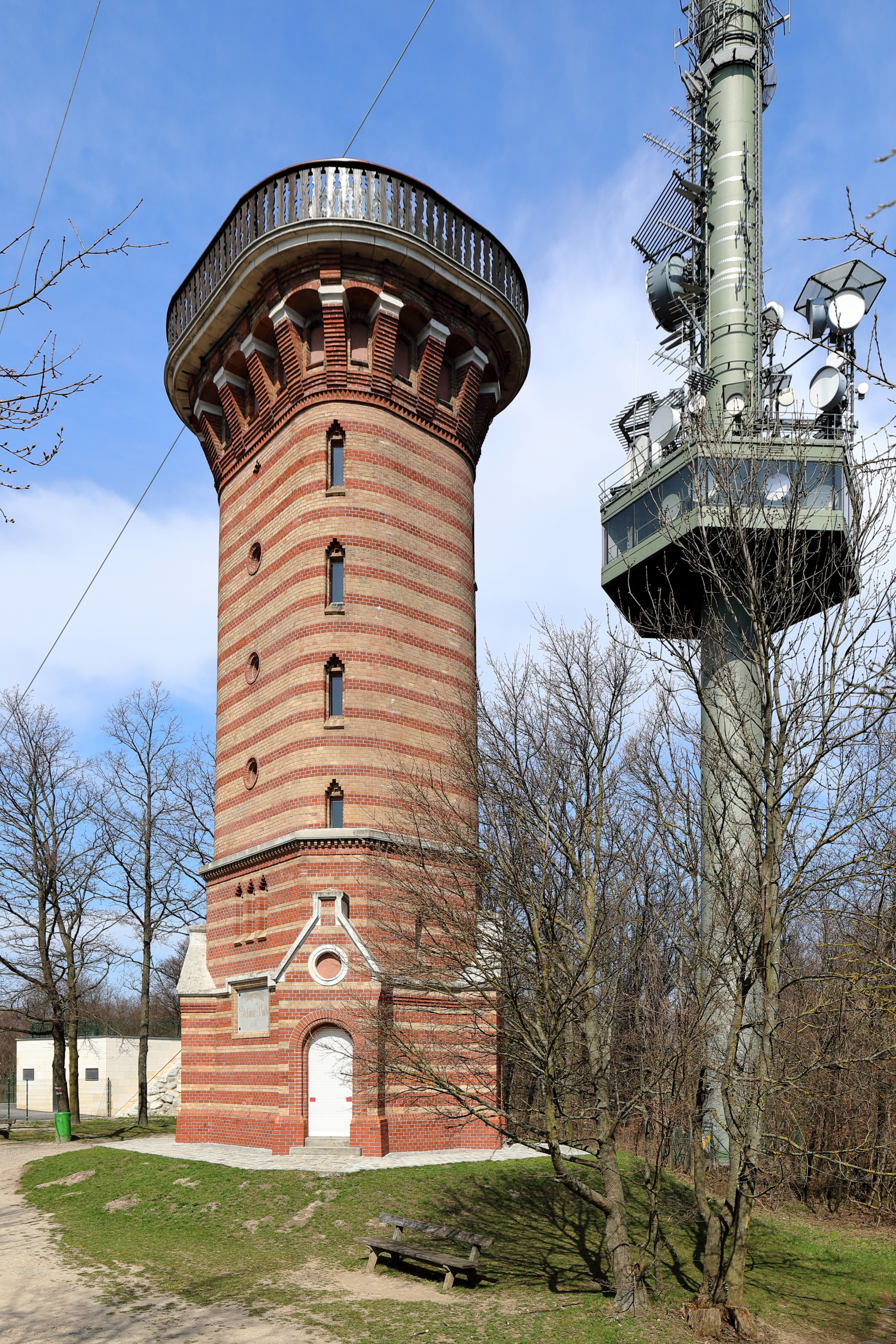
Stefaniewarte y torre de acero

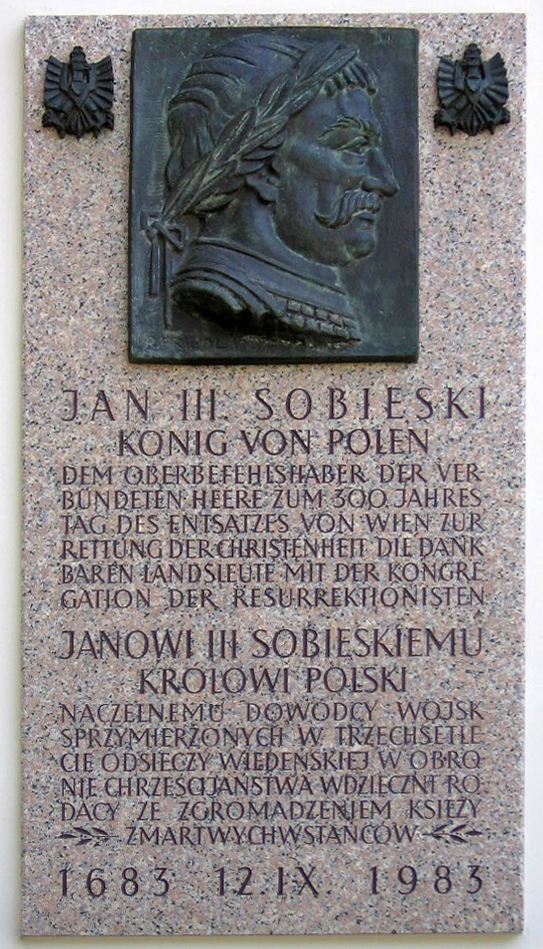
Placa conmemorativa colocada en la fachada de la iglesia polaca en Kahlenberg

El Kahlenberg tiene 484 metros de altitud y se encuentra en las estribaciones nororientales de los Alpes Orientales. La montaña está constituida mayoritariamente de flysch, el cual está compuesto de cuarzo, caliza, marga, y conglomerados. Al este de Kahlenberg se encuentra el Leopoldsberg; y al oeste están Reisenberg, Latisberg, y Hermannskogel.

## Historia
El Kahlenberg se mantuvo deshabitado hasta el siglo XVIII. Originalmente, la montaña se apellidó Sauberg o Schweinsberg (la montaña del cerdo), debido a los numerosos cerdos salvajes que poblaban los bosques de roble originales. En 1628, Fernando II adquirió la propiedad de la montaña al monasterio de Klosterneuburg, y lo llamó Josephsberg (la montaña de Joseph). Solo después de que Emperador Leopoldo rebautizara la cima vecina (originalmente Kahlenberg) como Leopoldsberg,  se le dio al "Josephsberg" su nombre actual de "Kahlenberg" (en alemán, "montaña calva").
Después de adquirir la montaña, Fernando II autorizó la construcción de una ermita para el Kamaldulenser, una orden de eremitas católicos. Se construyeron unas pocas casas alrededor de la Capilla de San Joseph, que recibieron el nombre de Josefsdorf. 
Jan III Sobieski, rey de Polonia lanzó su ataque sobre las fuerzas turcas durante el segundo asedio de Viena desde aquí. El nombre turco de la montaña es Alamandağı.
La montaña es también notable como el lugar donde Albert Einstein, Otto Neurath, y otros matemáticos y físicos hicieron los primeros planes, alrededor de 1920, para lo que más tarde se convertiría en la Enciclopedia Internacional de la Ciencia Unificada.

## Transporte
Se puede llegar hasta el Kahlenberg en automóvil o en autobús (línea 38A) a través de la pintoresca Höhenstraße, parte del cual está empedrada. El primer tren de cremallera de Austria se construyó en el  Kahlenberg entre 1872 y 1873, y se inauguró en 1874. Fue diseñado por Carl Maader. La pista subía 316 metros a lo largo de 5,5 km y empezaba en la estación de tren de Nußdorf (actualmente la estación de final de trayecto de la línea D del tranvía) y transcurría a través de Grinzing y Krapfenwaldl hasta el Hotel Kahlenberg, que abrió en 1872. Una media de 180.000 pasajeras utilizó la línea cada año. Después de la Primera Guerra Mundial, el municipio de Viena adaptó los tranvías para ser impulsados por energía eléctrica. Los ciudadanos de los alrededores ya habían desmantelado grandes partes de las vías durante la guerra. El 21 de septiembre de 1920, la línea fue finalmente cerrada.

## Galería

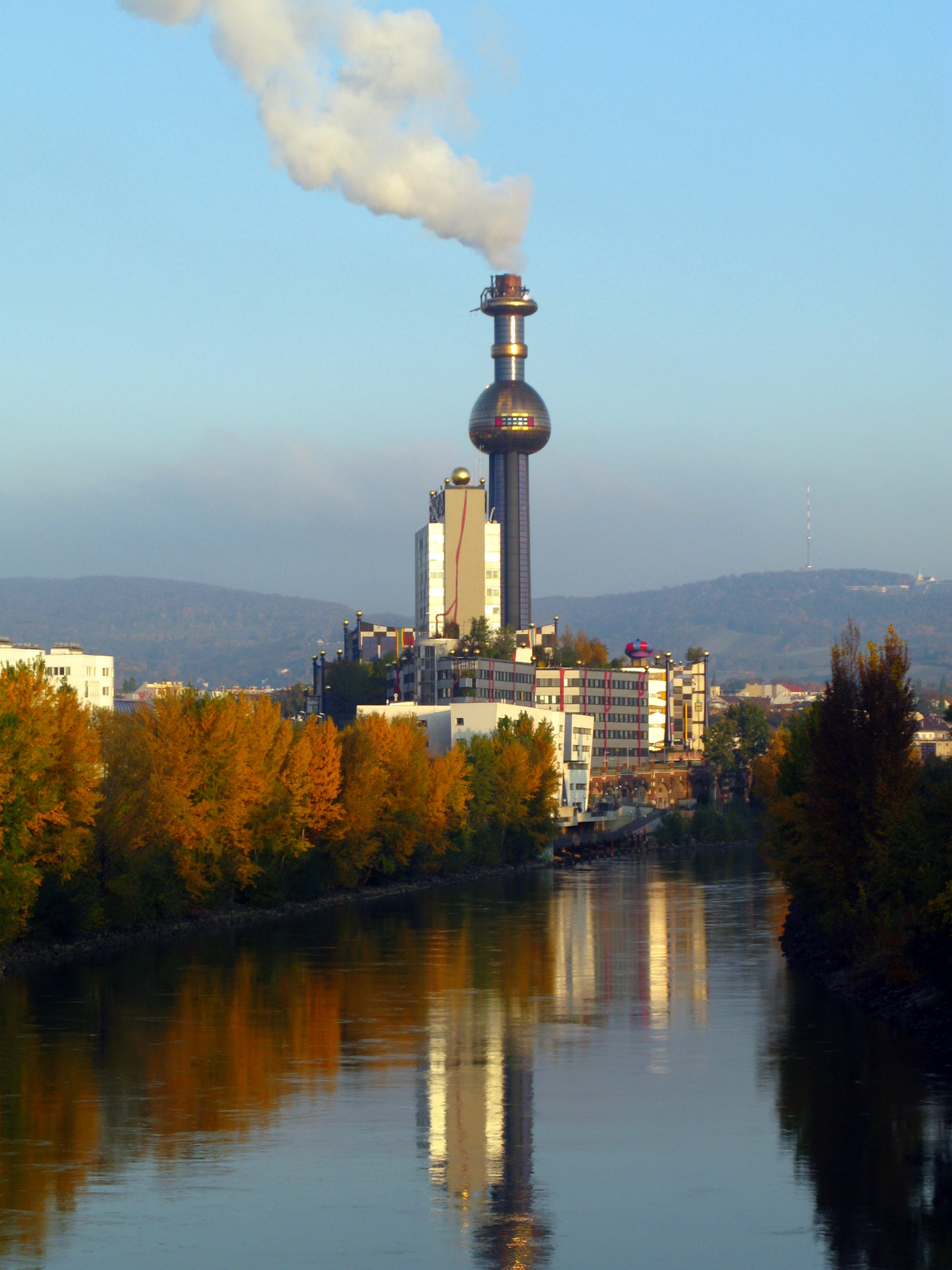
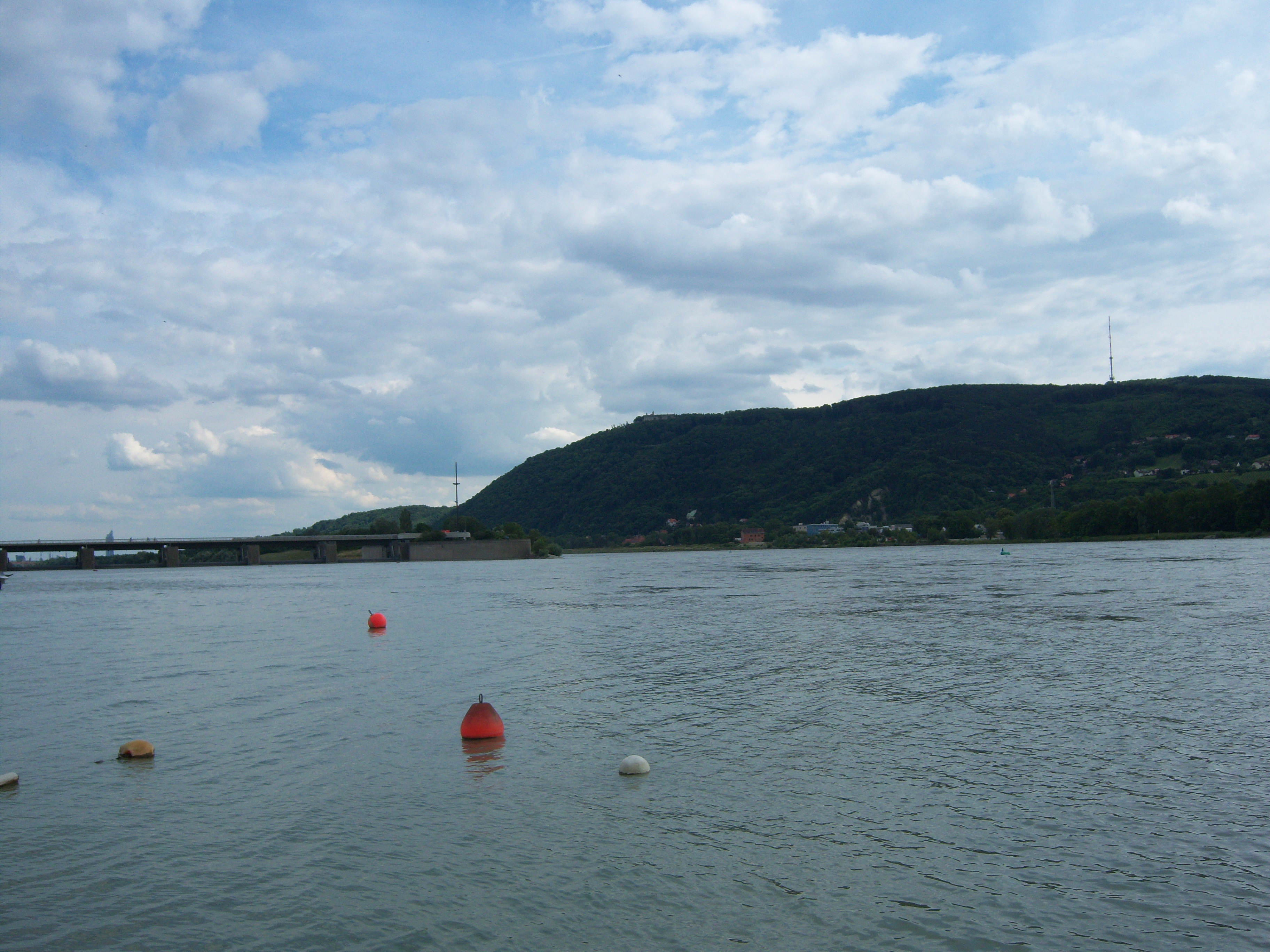
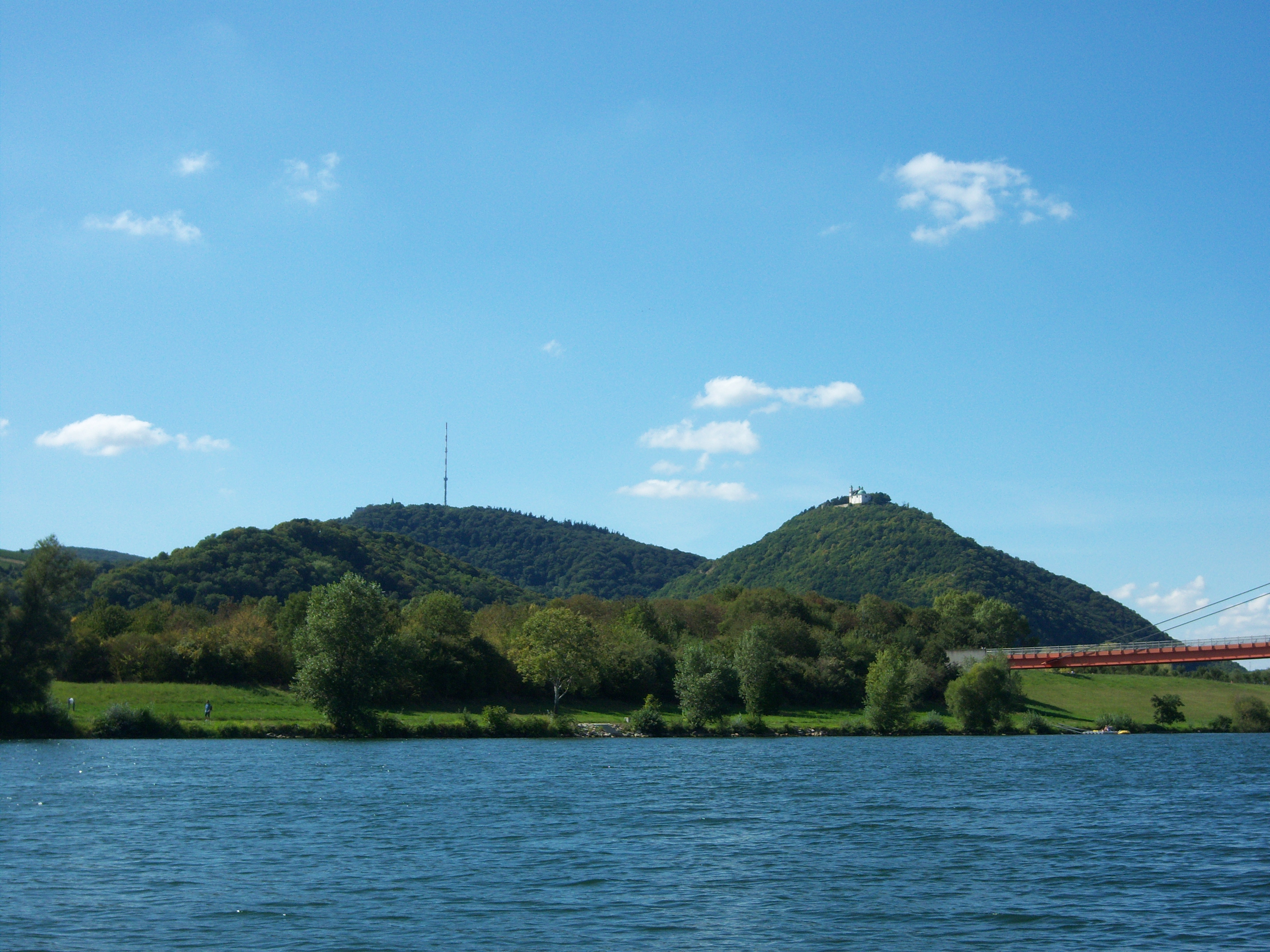